# Subaru Sambar
Le Subaru Sambar est un keijidōsha (modèle automobile compact) du constructeur japonais Subaru. Depuis 2012, il s'agit d'un Daihatsu Hijet rebadgé.

## Histoire
La Sambar a commencé en 1961. Dérivée de la Subaru 360 elle offrait une surface de chargement moins haute et plus vaste; elle était la plus appréciée des petits utilitaires. Après, la version Sambar Light Van suivit, elle permettait de transporter des personnes.

## Modèle basé sur le Smabar
- Le Cityvan d'Elcat Electric Vehicles (Finlande).